# Marius Bianchi
Pour les articles homonymes, voir Bianchi.
Marius Bianchi (7 juillet 1823, Saint-Tropez - 14 août 1904, Maisons-Laffitte), est un agent de change et homme politique français.

## Biographie
Agent de change à Paris, il est candidat conservateur impérialiste, dans la 2e circonscription de Mortagne (Orne) lors des élections de 1876 et est élu face au candidat Fleury. Il siégea à droite, dans le groupe de l'Appel au peuple, et vota avec la minorité de la Chambre : contre les propositions d'amnistie, contre le projet de loi sur la collation des grades, et pour le gouvernement du Seize-Mai, dont il fut le candidat officiel après la dissolution.
Réélu, le 14 octobre 1877, contre Fleury, il vota encore, pendant la législature 1877-1881, avec la droite contre les ministères de gauche et les divers projets de loi sur l'enseignement, sur la presse, sur le droit de réunion, etc., présentés par le gouvernement et adoptes par la majorité, Il se prononça : 20 janvier 1879, contre l'ordre du jour de confiance au cabinet Dufaure ; 16 mars 1880, contre l'application des lois existantes aux congrégations ; 8 février 1881, contre le divorce ; 19 mai, contre le projet de rétablisse ment du scrutin de liste. Bianchi ne fit point partie de la Chambre élue le 21 août 1881 ; le candidat républicain, Fleury, fut nommé à sa place.
Il meurt le 14 août 1904 à Maisons-Laffitte et est inhumé au cimetière du Père-Lachaise (56e division).
Son épouse est la fille baron Jeanin, préfet de la Côte-d'Or.
Sa fille Thérèse épouse le comte Joachim Murat, Charlotte, René de Ludre-Frolois, et Renée, Adrien Fleury.

## Sources
- « Marius Bianchi », dans Adolphe Robert et Gaston Cougny, Dictionnaire des parlementaires français, Edgar Bourloton, 1889-1891 [détail de l’édition]